# Trichiotinus bibens
Trichiotinus bibens är en skalbaggsart som beskrevs av Fabricius 1775. Trichiotinus bibens ingår i släktet Trichiotinus och familjen Cetoniidae. Inga underarter finns listade i Catalogue of Life.